# 威利·奥蒙德
威利·奥蒙德（英語：Willie Ormond，1927年2月23日—1984年5月4日），苏格兰男子足球运动员。他曾代表苏格兰代表队参加1954年国际足联世界杯，结果队伍止步小组赛阶段。他于1984年去世，享年57岁。